# Sorpresa del tiempo
Sorpresa del Tiempo es el último álbum y a la vez es el primer álbum en vivo de la banda peruana Frágil. Es un álbum que contiene algunos temas de todos sus álbumes de estudio pero en directo, que salió al mercado en 2003.
En el disco, en el que se repasa gran parte de la trayectoria de Frágil, se recogen de forma prácticamente íntegra dos conciertos que la banda peruana ofreció en condiciones muy buenas, los temas son cantados por Andrés Dulude.
El álbum fue editado dos veces una por la disquera francesa “Musea Records” y la otra por “Frágil Records” (independiente), es por eso que el álbum contiene dos portadas diferentes.

## Lista de canciones
| N.º | Título                          | Duración |  |
| 1.  | «Obertura»                      | 6:19     |  |
| 2.  | «Av. Larco»                     | 4:09     |  |
| 3.  | «Mundo Raro»                    | 5:18     |  |
| 4.  | «Pastas, Pepas y Otros Postres» | 3:38     |  |
| 5.  | «Lizzy»                         | 3:27     |  |
| 6.  | «Esto Es Iluminación»           | 3:14     |  |
| 7.  | «Oda al Tulipán»                | 5:15     |  |
| 8.  | «Hombres Solos (Caimán)»        | 7:03     |  |
| 9.  | «Le Dicen Rock»                 | 3:40     |  |
| 10. | «El Abuelo»                     | 1:48     |  |
| 11. | «Animales»                      | 4:20     |  |
| 12. | «Caras»                         | 3:54     |  |
| 13. | «Fotograma»                     | 4:03     |  |
| 14. | «Sorpresa del Tiempo»           | 3:52     |  |